# Попово (дем Кукуш)
Вижте пояснителната страница за други значения на Попово.
Попово (на гръцки: Μυριόφυτο, Мириофито, катаревуса: Μυριόφυτον, Мириофитон, до 1926 Πόποβο, Попово) е село в Република Гърция, в дем Кукуш, област Централна Македония с 638 жители (2001).

## География
Селото е разположено на 35 километра северно от град Кукуш (Килкис), в близост до източния бряг на Дойранското езеро.

## История

### В Османската империя
В XIX век Попово е смесено българо-турско село в Дойранска каза на Османската империя. В „Етнография на вилаетите Адрианопол, Монастир и Салоника“, издадена в Константинопол в 1878 година и отразяваща статистиката на населението от 1873 година, Нопово (Nopovo) е посочено като село в Дойранска каза с 50 къщи и 30 жители мюсюлмани и 134 българи.
Според статистиката на Васил Кънчов („Македония. Етнография и статистика“) в 1900 година Попово има 360 жители българи и 40 турци.
Цялото село е под върховенството на Българската екзархия. По данни на секретаря на Екзархията Димитър Мишев („La Macédoine et sa Population Chrétienne“) в 1905 година в Попово (Popovo) има 256 българи екзархисти и работи българско училище.
По време на Балканската война 18 мъже от селото, заедно с местния свещеник, са взети за заложници от османската войска.

### В Гърция
В 1913 година след Междусъюзническата война селото попада в Гърция. Населението му се изселва в България и Турция на негово място са настанени гърци бежанци. През 1927 години селото е прекръстено на Мириофитон. В 1928 година селото е бежанско с 91 семейства и 429 жители бежанци. Първите бежанци в Попово са от Сесово, Сърбия, прогонени от войната през 1913 година. След скитане около границата, в 1918 година те се установяват в Попово. По-късно в селището се заселват няколко понтийски семейства. Първоначално бежанците използва българската църква „Възнесение Господне“, която вече не съществува. В 1950 година в центъра на селото построяват църквата „Възнесение Господне“.